# Plasencia
Plasencia (parfois nommé en français Plasence) est une ville espagnole de la province de Cáceres.

## Toponymie
Le nom de la commune provient de sa devise latine Ut Placeat Deo Et Hominibus (Pour le plaisir divin et humain), établie par Alphonse VIII de Castille qui fonda la ville en 1186, associant donc la ville au mot latin Placeat, le plaisir en français.[réf. nécessaire]

## Géographie
Son blason a un château flanqué par un châtaignier et un pin; il a une couronne au-dessus et est entouré par le devise de la ville: Ut Placeat Deo Et Hominibus (Pour le plaisir divin et humain). Le drapeau a deux bandes horizontales, violette au-dessus, verte en dessous.

## Histoire

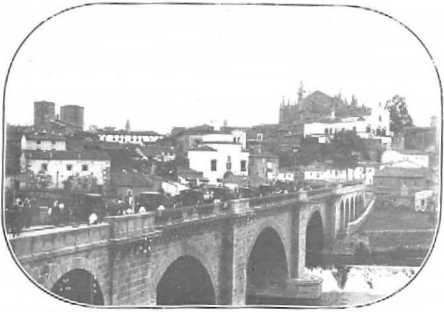
Le pont de Plasencia
Photo Venancio Gombau

Plasencia fut fondée par Alphonse VIII de Castille au bord de la Jerte en 1186 comme une ville pour coloniser et garder la frontière sud-ouest de son royaume. Elle fut prise par les maures d'Almanzor en 1196, mais reconquise une année plus tard. La plupart des murs défensifs de la ville subsistent toujours sauf l'Alcázar, démoli en 1941. 
En 1189, Plasencia fut déclarée siège d'un diocèse par le pape Clément III, et on commença à construire une cathédrale romane, mais après on y ajouta des éléments gothiques, et plus tard platéresques en détruisant des parties de l'ancienne cathédrale romane. Une nouvelle cathédrale fut ensuite construite à partir de 1498 et la remplace toujours actuellement.
La ville a connu de nombreuses révoltes au XVe siècle. À Plasencia eut lieu le mariage de Jeanne de Castille dite La Beltraneja (1462-1530), avec Alphonse V de Portugal qui aspirait au trône de Castille, et c'est en raison de cette union que la ville fut obligée de payer une amende à la couronne, après que Jeanne subit une défaite à la Bataille de Toro (1476).

## Politique et administration

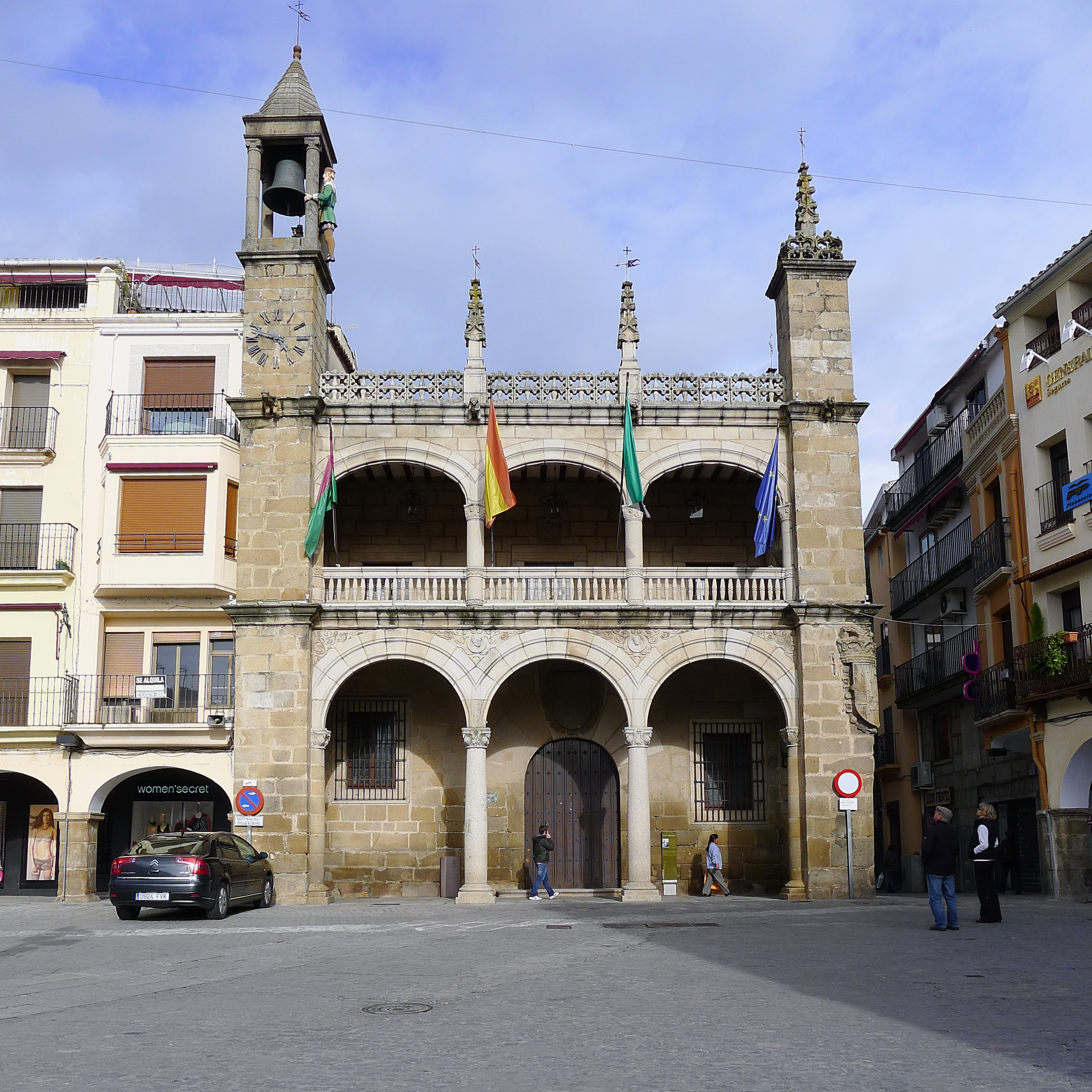
L'hôtel de ville de Plasencia.

Plasencia appartient à la province de Cáceres et à la communauté autonome d'Estrémadure. Selon l'article 48 du statut d'autonomie de 2011, la ville doit accueillir le siège du défenseur des droits (Personero del Común), mais ce poste n'a jamais été créé par la loi.

### Conseil municipal
Lors des élections municipales du 26 mai 2019, la ville de Plasencia comptait 40 141 habitants. Son conseil municipal (Pleno del Ayuntamiento) se compose donc de 21 élus.
| Parti | Parti       | 1979 | 1983 | 1987 | 1991 | 1995 | 1999 | 2003 | 2007 | 2011 | 2015 | 2019 |
| ----- | ----------- | ---- | ---- | ---- | ---- | ---- | ---- | ---- | ---- | ---- | ---- | ---- |
|       | CDS         |      |      | 9    | 5    |      |      |      |      |      |      |      |
|       | Cs          |      |      |      |      |      |      |      |      |      | 1    | 1    |
|       | CEx         |      |      |      |      | 3    | 1    |      |      |      | 1    |      |
|       | CPP         |      |      |      |      |      |      | 5    |      |      |      |      |
|       | EU          |      | 0    | 1    | 0    |      | 0    | 0    |      |      |      |      |
|       | Indépendant | 5    |      |      |      |      |      |      |      |      |      |      |
|       | PCE         | 1    | 1    | 0    | 1    | 1    | 0    | 0    | 0    | 1    | 0    |      |
|       | IU          | 1    | 1    | 0    | 1    | 1    | 0    | 0    | 0    | 1    | 0    |      |
|       | PeC         |      |      |      |      |      |      |      |      |      | 1    | 0    |
|       | CD          |      | 4    | 3    | 4    | 10   | 11   | 6    | 10   | 13   | 11   | 12   |
|       | CP          |      | 4    | 3    | 4    | 10   | 11   | 6    | 10   | 13   | 11   | 12   |
|       | AP          |      | 4    | 3    | 4    | 10   | 11   | 6    | 10   | 13   | 11   | 12   |
|       | PP          |      | 4    | 3    | 4    | 10   | 11   | 6    | 10   | 13   | 11   | 12   |
|       | PSOE        | 6    | 7    | 8    | 11   | 7    | 9    | 10   | 10   | 6    | 7    | 6    |
|       | UP          |      |      |      |      |      |      |      |      |      |      | 2    |
|       | UPI         |      | 10   |      |      |      |      |      |      |      |      |      |
|       | UCD         | 9    |      |      |      |      |      |      |      |      |      |      |
|       | UPEx        |      |      |      |      |      |      |      | 1    | 1    |      |      |
|       | Vox         |      |      |      |      |      |      |      |      |      | 0    | 0    |
| Total | Total       | 21   | 21   | 21   | 21   | 21   | 21   | 21   | 21   | 21   | 21   | 21   |

### Liste des maires
| Mandature | Maire | Maire                                        | Parti |
| --------- | ----- | -------------------------------------------- | ----- |
| 1979-1983 |       | José Luis Mariño Roco                        | UCD   |
| 1983-1987 |       | José Luis Mariño Roco                        | UPI   |
| 1987-1991 |       | José Luis Mariño Roco Cándido Cabrera (1989) | CDS   |
| 1991-1995 |       | Cándido Cabrera                              | PSOE  |
| 1995-1999 |       | José Luis Díaz Sánchez                       | PP    |
| 1999-2003 |       | José Luis Díaz Sánchez                       | PP    |
| 2003-2007 |       | Elía María Blanco Barbero (es)               | PSOE  |
| 2007-2011 |       | Elía María Blanco Barbero (es)               | PSOE  |
| 2011-2015 |       | Fernando Pizarro García                      | PP    |
| 2015-2019 |       | Fernando Pizarro García                      | PP    |
| 2019-2023 |       | Fernando Pizarro García                      | PP    |

## Culture et patrimoine

### Marchés et Fêtes

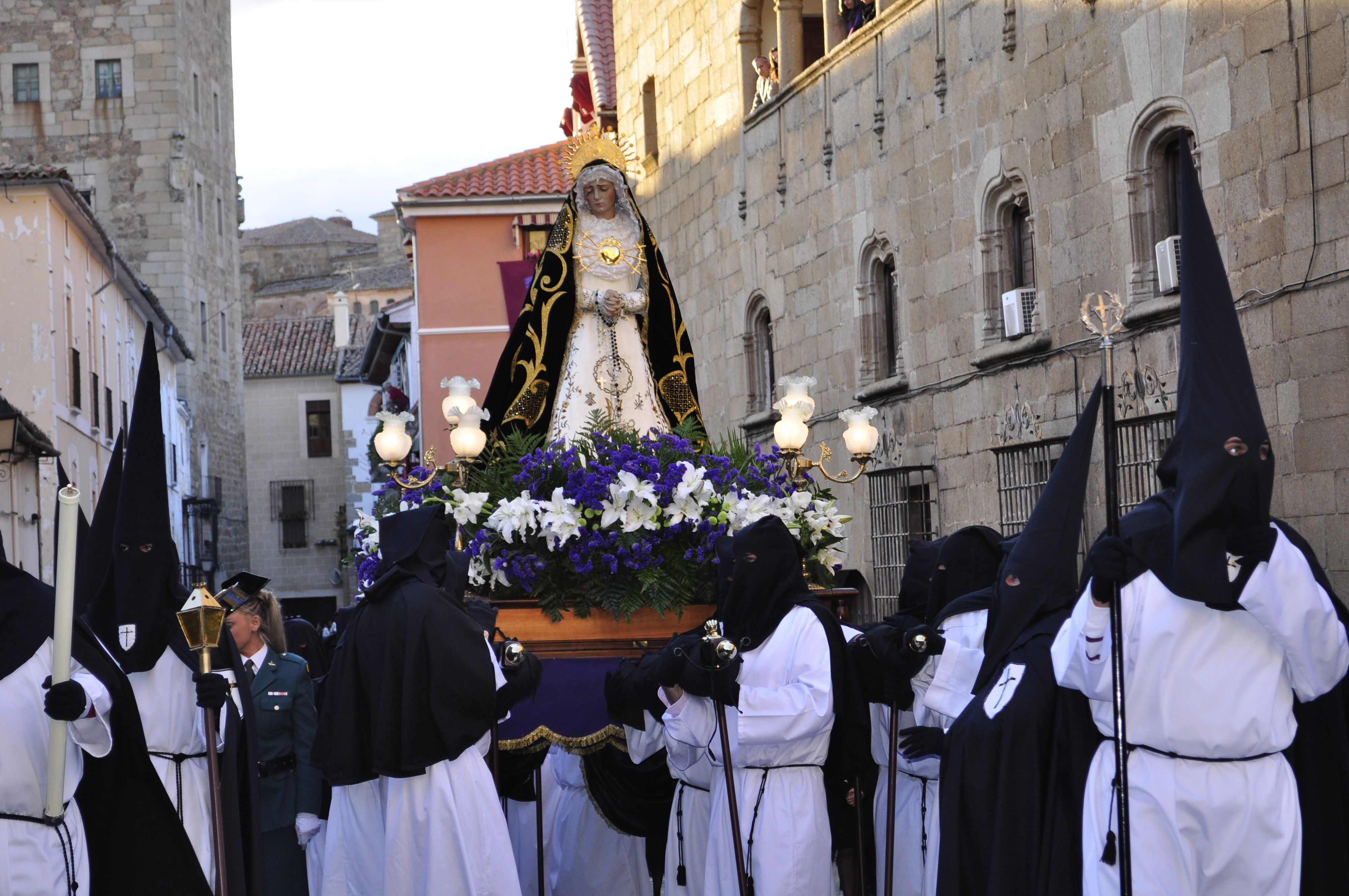
Procession du Vendredi saint dans la vieille ville

La grande place (Plaza Mayor) située au centre de l'ancienne ville est chaque mardi le cœur d'un marché traditionnel où on peut trouver différents produits agricoles et artisanaux, le premier mardi du mois d'août, ce marché accueille aussi des fêtes folkloriques et d'autres événements, c'est le Mardi Majeur (Martes Mayor).
La Semaine sainte est particulièrement suivie et donne lieu à des processions de confréries de pénitents et à des cérémonies quotidiennes.